# Arnold Zelmin
Arnold Eduard Zelmin, född 28 augusti 1924 i Tallinn, död 26 oktober 2019 i Bromma församling, Stockholm, var en estländsk-svensk ingenjör uppfinnare och intarsiakonstnär.
Han var son till teknikern Fritz Zelmin och Marie Kriivel och från 1959 gift med receptarien Anna Gunnel Persson (1934–2015). Zelmin kom till Sverige vid andra världskrigets slut och utbildade sig till ingenjör i Sverige och han blev svensk medborgare 1956. Vid sidan av sitt arbete som verktygskonstruktör ägnade han sig åt konstnärlig verksamhet med arbeten i metallintarsia som specialitet. Han utgick från rostfritt stål som han försåg med bronser, legeringar, koppar, silver och mässing som bildade såväl figurmotiv som geometriska kompositioner. Separat ställde han i Stockholm bland annat på Galerie S:t Nikolaus 1963 och vid invigningen av utställningen Teknorama på Tekniska museet i Stockholm 1965.
Arnold Zelmin är gravsatt jämte sin hustru på Skogskyrkogården i Stockholm.